# Алвин Тофлър
Алвин Тофлър (на английски: Alvin Toffler) е американски писател и футурист. Един от авторите на концепцията за „свръхиндустриалната цивилизация“.

## Биография и творчество

### Третата вълна
В своята книга „Третата вълна“, Тофлър описва 3 типа общества, основани на идеята за вълните – всяко от тях измества старото общество и култура:
- Първата вълна е обществото след аграрната революция, което измества ловно-събирателските култури.
- Основните компоненти на обществото от Втората вълна са: семейството, производствен тип образователна система и корпорацията. Тофлър пише:„Обществото от Втората вълна е индустриално и основано на масовото производство, масовото разпределение, масовата консумация, масовото обучение, масмедиите, масовите забавления, и оръжията за масово унищожение. Комбинирайте тези неща със стандартизацията, централизацията, концентрацията и синхронизацията и ще приключите със стил на организация, който наричаме бюрокрация.“
- Третата вълна е постиндустриалното общество. Тофлър добавя, че след 50-те години повечето държави формират общества от Третата вълна. Той измисля много думи, за да го опише и споменава думи, измислени от други хора като Информационна ера.

Според него хомогенността на обществото на Втората вълна се измества от хетерогенността на Третата вълна. Ще настъпи процес на демасовизация и той няма да отмине нито семейството, с неговите форми и функции, нито ценностните ориентации. Здравата семейна единица, или семейството-клетка съществува заедно със самотните родители, двойките с повторни бракове, бездетните семейства и самотните млади или възрастни хора.

## Книги
Някои от най-известните му книги са:
- Шок от бъдещето (Future shock) (1970) ISBN 0-553-27737-5
- The Eco-Spasm Report (1975) ISBN 0-553-14474-X
- Третата вълна (The third wave) (1980), (Изд. Къща „Яворов“, 1991 г.) ISBN 0-553-24698-4
- Прогнози и предпоставки (Previews & Premises) (1983)
- Трусове във властта (1996) ISBN 954-04-0112-7 (Powershift: Knowledge, Wealth and Violence at the Edge of the 21st Century (1990) Bantam Books ISBN 0-553-29215-3)
- War and Anti-War (1995) Warner Books ISBN 0-446-60259-0
- Revolutionary Wealth (2006) Knopf ISBN 0-375-40174-1
- Новата цивилизация – политиката на Третата вълна –с Хайди Тофлър